# 阿帕湖
阿帕湖是冰岛西南部的一个湖泊，面积约13 km²，大于附近北侧的勒伊加湖。
阿帕湖以捕鱼而闻名，尤其是鲑鱼。